# سیارک ۲۱۷۴۸
سیارک ۲۱۷۴۸ (به انگلیسی: 21748 Srinivasan، نامگذاری:1999RH170) بیست و یک هزار و هفتصد و چهل و هشتمین سیارک کشف شده‌است که در ۹ سپتامبر ۱۹۹۹ کشف شد.
قدر مطلق سیارک برابر ۹.۸ است.